# Ribnica Polje
Das Ribnica Polje, auch Ribnica-Tal (slowenisch: Ribniško polje, auch Ribniška dolina) ist ein Karstfeld (Polje) auf dem Gebiet der Gemeinden Ribnica und Sodražica in der Unterkrain im Südosten Sloweniens.

## Geographie
Das Feld ist von zwei Karstplateaus umgeben: Mala gora mit dem höchsten Gipfel Črni vrh (963 m) und Velika gora mit dem höchsten Gipfel Turn (1254 m).
In Fachkreisen wird das Ribniško polje gemeinsam mit dem südlich gelegenen Kočevsko polje auch Ribniško-Kočevsko podolje genannt.
Das Ribniško polje selbst misst rund 65 Quadratkilometer. Es liegt auf Höhen von 490 bis 550 Meter über dem Meeresspiegel.

## Gewässer
Durch das Ribniško polje fließen die Karstflüsse Ribnica, Bistrica und Rakitnica.
Bei höheren Wasserstand der Flüsse im Gebiet entsteht ein großes gemeinsames Flusssystem, das sich vom Ribnica Polje bis zum Kočevje Polje mit einer Länge von 70 km erstreckt.

## Ortschaften
Auf dem Gebiet gibt es 25 Siedlungen. Zentrum ist die Stadt Ribnica.

## Verkehr
Durch das Gebiet verlaufen die Hauptstraße 206 und die Eisenbahnlinie 82 Grosuplje–Kočevje.